# Dreikönigenschrein

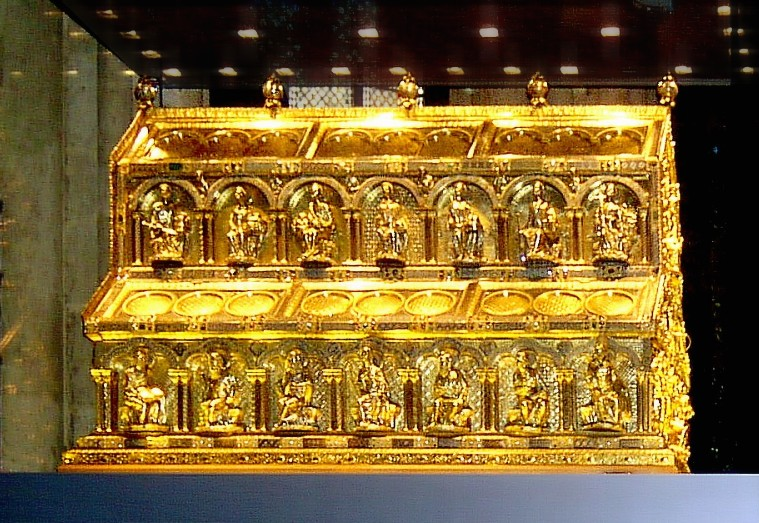
Relikskrinet i Kölnerdomen.

Der Dreikönigenschrein ("trekonungarsskrinet" eller "trekungaskrinet") är ett förgyllt relikvarium i Kölnerdomen i Tyskland, som enligt traditionen innehåller kvarlevorna av de tre vise männen. Relikerna fördes till Köln år 1164 och skrinet färdigställdes på 1220-talet. Relikerna hade dessförinnan förvarats i Milano och enligt legenden ännu tidigare i Konstantinopel. Skrinets upphovsman anses vara Nicolaus av Verdun.
I slutet av 1200-talet uppstod en tradition där kejsaren av tysk-romerska riket efter sin kröning i Aachen besökte Köln för att be inför de blottade relikerna, varefter en kör framförde Te Deum.